# NRK3
NRK 3  é um canal de televisão da Norwegian Broadcasting Corporation (NRK). Lançada no dia 3 de setembro de 2007 e no ar a partir das 19h30 todas as noites, o canal apresenta programas britânicos e americanos como Sugar Rush, Heroes, Third Watch, The Daily Show, True Blood, Top Gear e Primeval. Além disso, o canal recentemente começou a transmitir a imensamente popular novela australiana Neighbours. 
A NRK3 compartilha sua frequência com o NRK Super, um canal de TV infantil lançado em 1º de dezembro de 2007. A NRK Super transmite entre 7h e 19h.

## Logotipos

2007 - 2011
2011-presente